# Philip J. Corso
Philip James Corso (California, 22 maggio 1915 – Jupiter, 16 luglio 1998) è stato un ufficiale statunitense, noto per le sue affermazioni nell'ambito delle teorie del complotto sugli UFO.
Prestò servizio nell'esercito degli Stati Uniti dal 23 febbraio 1942 al 1º marzo 1963, raggiungendo il grado di tenente colonnello.
Nel 1997 pubblicò Il giorno dopo Roswell (in inglese: The Day After Roswell), scritto in collaborazione con l'ufologo William J. Birnes, libro in cui afferma di essere stato coinvolto nella gestione di presunti materiali raccolti dopo l'UFO crash di Roswell del 1947.

## Biografia
Militare di carriera appartenente all'intelligence USA, Corso partecipò alla seconda guerra mondiale e alla guerra di Corea. Nel 1953 fu promosso tenente colonnello ed entrò a far parte del National Security Council sotto Eisenhower per quattro anni (1953–1957).
Nel 1961 divenne capo della divisione Tecnologia straniera del Research and Development Department, agli ordini del generale Arthur Trudeau.

## Il giorno dopo Roswell
Nel 1997 Philip Corso pubblicò il libro Il giorno dopo Roswell (in inglese: The Day After Roswell), scritto in collaborazione con l'ufologo William J. Birnes, in cui affermò di aver gestito a partire dal 1961, come capo della Divisione Tecnologia Straniera dell'Esercito, i materiali alieni che a suo dire sarebbero stati raccolti a Roswell nel 1947, rinvenuti subito dopo l'incidente. Nello stesso 1997, a Roma, durante la presentazione del suo libro, Corso raccontò dettagliatamente il suo "incontro ravvicinato" con la tecnologia extraterrestre.
Tali materiali sarebbero stati studiati nel contesto di un progetto tecnico finalizzato di retroingegneria guidato da Roscoe H. Hillenkoetter. Secondo teorie complottiste, fu proprio da questi studi che sarebbero nati oggetti tecnologici di moderna generazione quali, tra gli altri, i transistor, le lenti a contatto e i tubi fotomoltiplicatori.
Secondo Corso, egli sarebbe stato autorizzato dal suo diretto superiore, generale Arthur Gilbert Trudeau, a fornire porzioni di alcuni dei materiali rinvenuti (fibre, rottami, e così via) a diversi laboratori di ricerca, civili e militari, affinché li studiassero ed eventualmente li sviluppassero, contribuendo così a diffondere la tecnologia extraterrestre dei presunti reperti dell'UFO crash tra i colossi dell'industria USA, dall'IBM alla Hugues Aircraft, dalla Bell Labs alla Dow Cornig. Gli studi fatti avrebbero portato ad alcune delle tecnologie oggi più comuni – e che quindi a suo dire sarebbero in realtà di matrice extraterrestre – come il laser, le fibre ottiche, i raggi infrarossi (che consentono la visione notturna), fibre super tenaci come il kevlar, e i microcircuiti integrati.
Bisogna notare tuttavia che in base alla documentazione dell'ufficio personale dell'US Army risulta che Corso fece parte dell'FTD per tredici mesi, dal 20 giugno 1961 al 18 luglio 1962, ed in questo periodo ne fu a capo per soli 90 giorni, dal 18 aprile al 18 luglio 1962. Inoltre il Dipartimento Tecnologie Straniere aveva un organico di sole due persone, e dei due Corso era l'ufficiale subalterno.

### Le affermazioni di Corso
Tra le affermazioni fatte da Corso durante la presentazione del suo libro a Roma, nel 1997, si legge:

## Critiche
Philip Corso ha ricevuto diverse critiche da parte di altri ufologi che si sono occupati dell'incidente di Roswell e che hanno trovato varie incongruenze nel suo resoconto. In particolare, Corso ha affermato di avere visto i corpi degli alieni e altri materiali dell'incidente di Roswell già nel 1947, ma Kevin Randle ha rilevato che Corso, per il grado militare che ricopriva all'epoca dei fatti e per la sede dove prestava servizio (Fort Riley nel Kansas), non poteva avere accesso diretto ad informazioni così riservate e delicate. Il fisico Stanton Friedman ha affermato che Corso è vago sui dettagli e non fornisce prove adeguate; inoltre è poco credibile che tra il 1947 e il 1961 nessuno abbia pensato di condurre studi sui materiali recuperati a Roswell. Altre critiche sono state avanzate dagli scettici: Philip J. Klass ha obiettato che il primo circuito integrato fu costruito dalla Texas Instruments nel 1959, due anni prima che Corso prendesse l'iniziativa di distribuire alle industrie i presunti materiali alieni.

### Video
- Disclosure Project - Extraterrestrial Contact and Close Encounter:  Part 2. - 2001.
- Dateline (NBC) -  Claims of Close Encounters and Cover Ups. - 1997.
- Coast to Coast AM -  Radio Interview with Art Bell. - July 23, 1997.

## Galleria d'immagini

### Personale

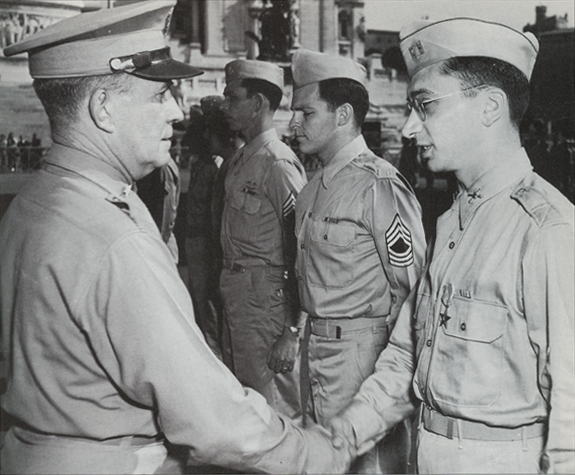
A Roma nel 1945
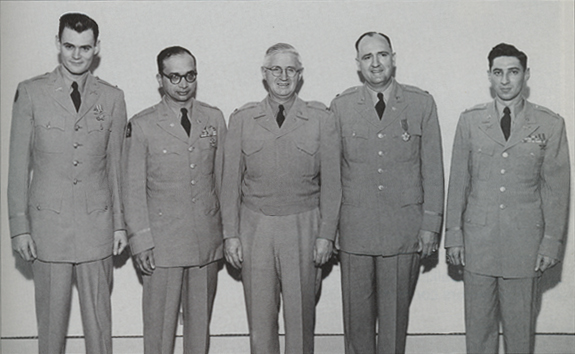
A Tokyo nel 1953
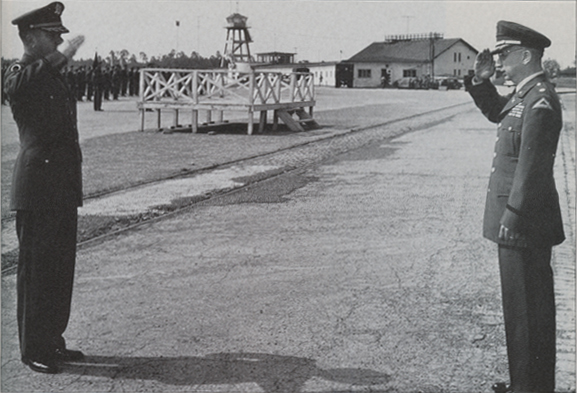
In Germania nel 1960

### File

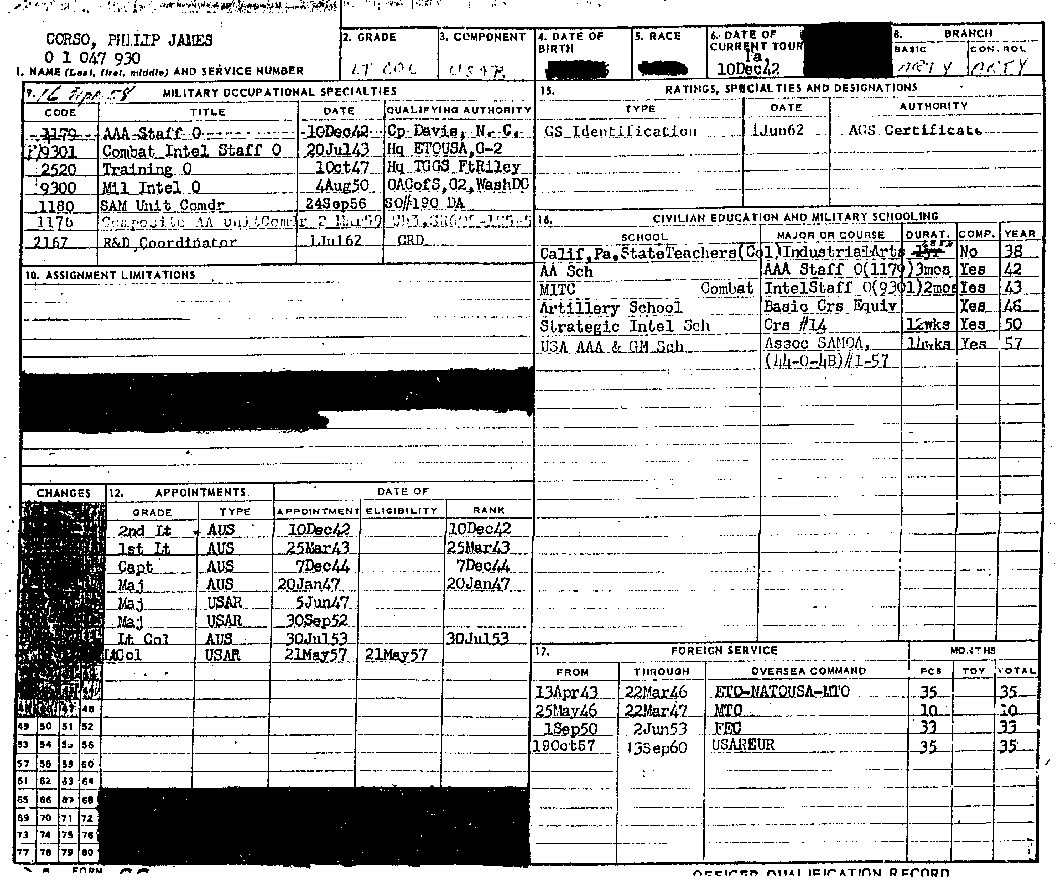
DA Form 66 (pagina 1)
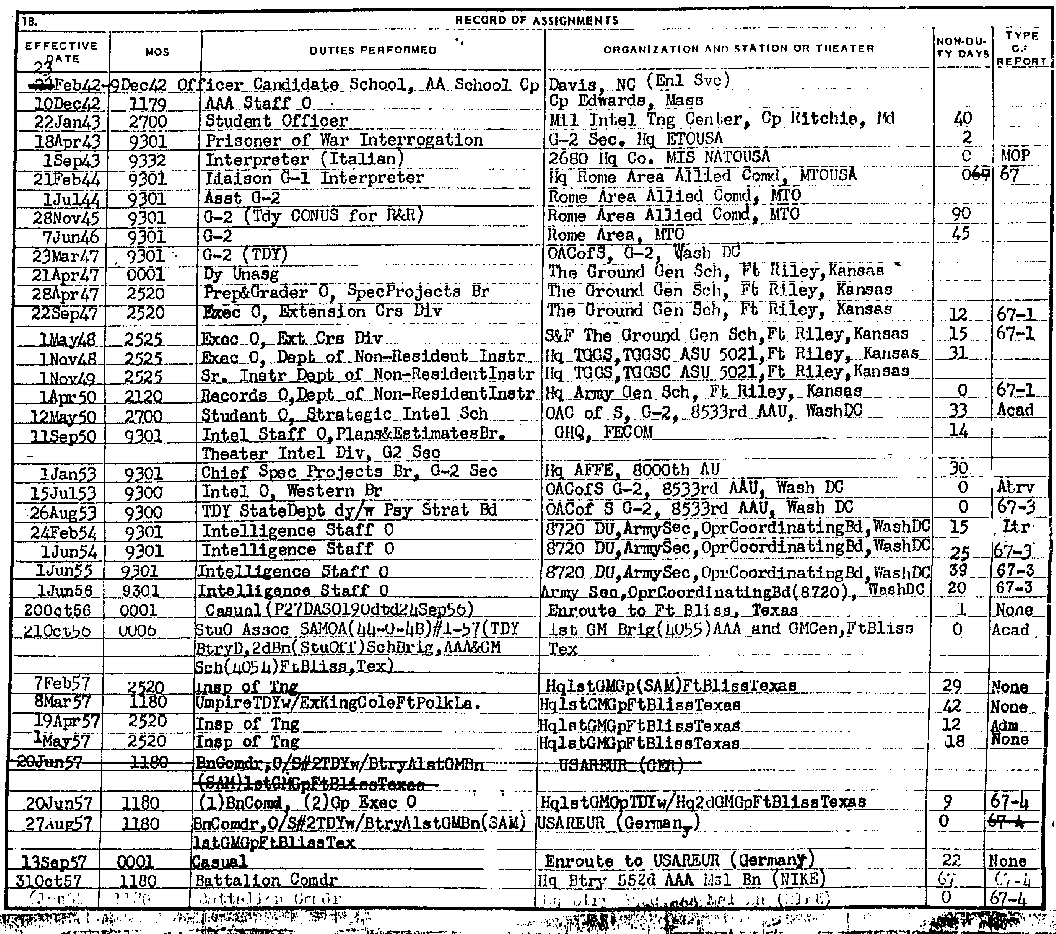
DA Form 66 (pagina 2)
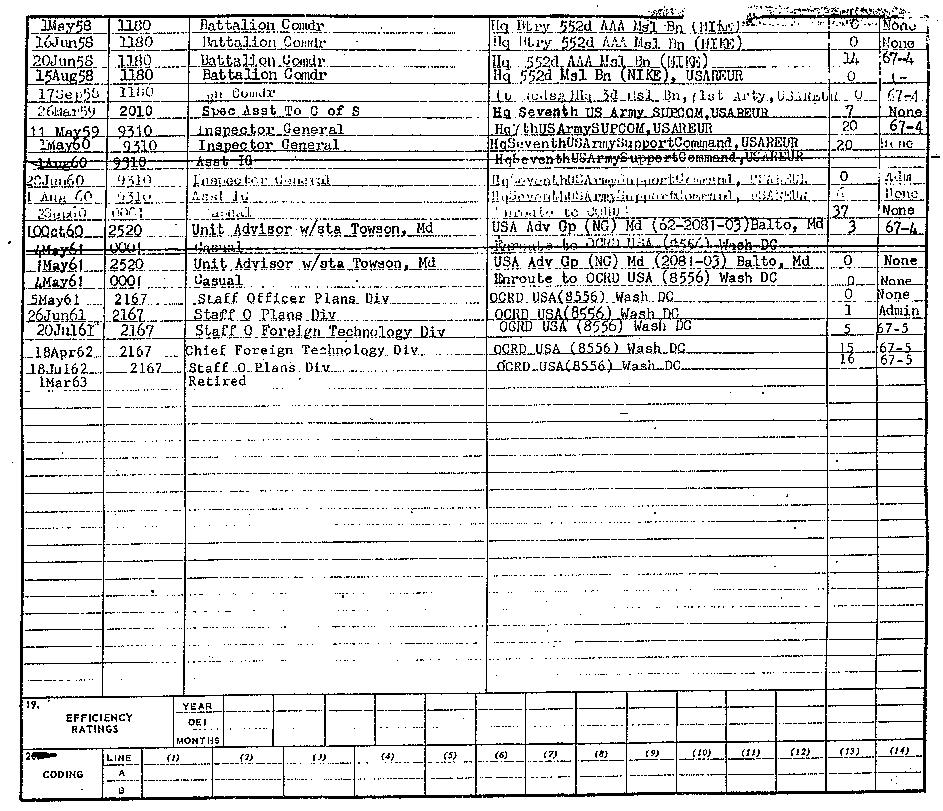
DA Form 66 (pagina 3)
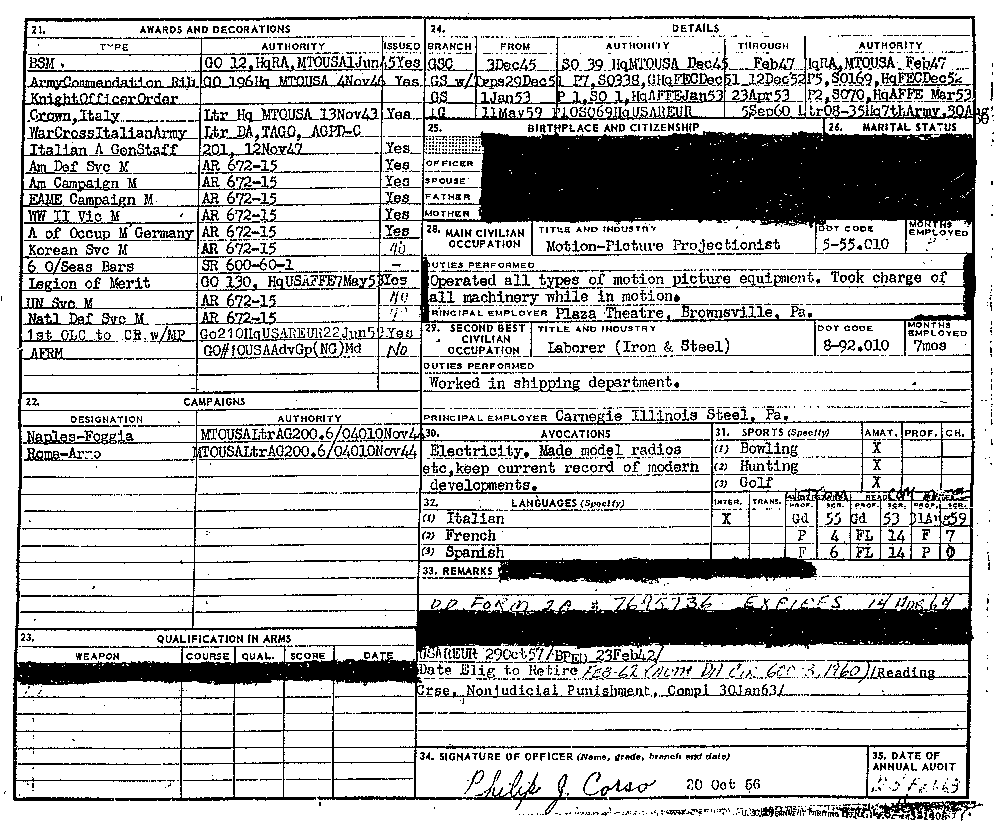
DA Form 66 (pagina 4)
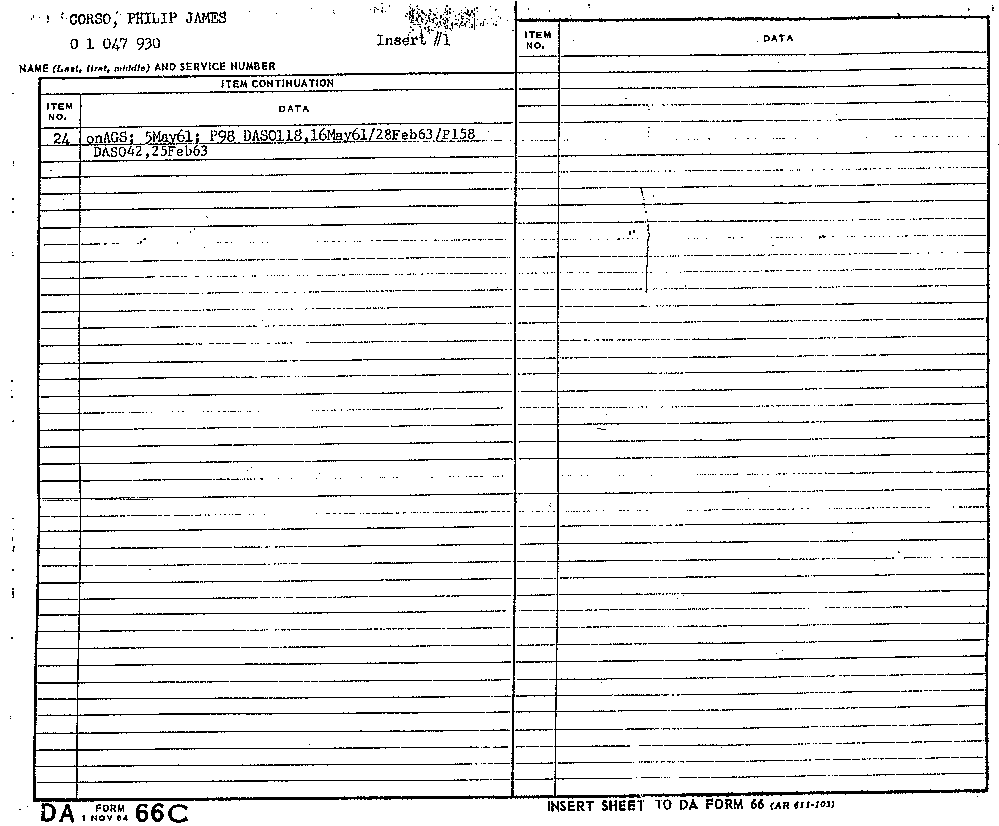
DA Form 66 (pagina 5)

### Letture
- Bruce W. Nelan, Lost Prisoners Of War: "Sold Down The River"?, su time.com, Time (magazine), 30 settembre 1996. URL consultato il 5 maggio 2007 (archiviato dall'url originale il 24 agosto 2013).
- John LeBoutillier, POWs: America's Biggest Cover-Up, su newsmax.com, News Max, 13 giugno 2000. URL consultato il 5 maggio 2007.
- Patrick Huyghe, Taking the UFO Case to Court, su Space.com, 20 marzo 2000. URL consultato il 5 maggio 2007.
- Philip J. Corso, The Day After Roswell, (paperback, 1998); ISBN 978-0-671-01756-9.